# یواس‌اس دریدنات (وای‌تی-۳۴)
یواس‌اس دریدنات (وای‌تی-۳۴) (به انگلیسی: USS Dreadnaught (YT-34)) یک کشتی بود که طول آن ۱۴۳ فوت (۴۴ متر) بود. این کشتی در سال ۱۹۱۷ ساخته شد.